# 11a Mostra Internacional de Cinema de Venècia
La 11a Mostra Internacional de Cinema de Venècia va tenir lloc del 20 d'agost al 10 de setembre de 1950.

## Història
Reconegut com el festival de cinema més antic del món, el Festival de Cinema de Venècia va començar a Venècia el 1932. Fundat pel comte Giuseppe Volpi di Misurata, inicialment el festival era allotjat a l'Hotel Excelsior de Venècia. Els països participants en la dècada dels quaranta van ser només uns quants a causa de la fi de la Segona Guerra Mundial. El nombre de països participants, però, es va disparar a la dècada dels 50 i el festival va créixer a nivell internacional. Fins i tot les pel·lícules del Japó i Índia van fer la seva entrada en aquest any. Amb la introducció de nous gèneres de pel·lícules, el festival va assolir noves altures i va guanyar popularitat a nivell mundial. El festival va ajudar els directors de cinema de tot el món a millorar les seves carreres.

## Jurat
- Mario Gromo[4]
- Umbro Apollonio
- Antonio Baldini
- Ermanno Contini
- Piero Gadda Conti
- Arturo Lanocita
- Gian Luigi Rondi
- Turi Vasile
- Adone Zecchi

## Pel·lícules en competició
| Títol original           | Director(s)                                   | País de producció |
| ------------------------ | --------------------------------------------- | ----------------- |
| All the King's Men       | Robert Rossen                                 | Estats Units      |
| The Asphalt Jungle       | John Huston                                   | Estats Units      |
| Justice est faite        | André Cayatte                                 | França            |
| The Blue Lamp            | Basil Dearden                                 | Regne Unit        |
| Caged                    | John Cromwell                                 | Estats Units      |
| Cinderella               | Clyde Geronimi Hamilton Luske Wilfred Jackson | Estats Units      |
| Stromboli terra di Dio   | Roberto Rossellini                            | Itàlia            |
| Dieu a besoin des hommes | Jean Delannoy                                 | França            |
| Panic in the Streets     | Elia Kazan                                    | Estats Units      |
| Seven Days to Noon       | John Boulting Roy Boulting                    | Regne Unit        |
| Prima comunione          | Alessandro Blasetti                           | Itàlia            |

## Premis
- Lleó d'Or
  - Millor pel·lícula - Justice est faite (André Cayatte)
- Millor pel·lícula italiana 
  - Domani è troppo tardi (Léonide Moguy)
- Copa Volpi
  - Millor Actor - Sam Jaffe (La jungla d'asfalt)
  - Millor Actriu - Eleanor Parker (Caged)
- Premi Osella
  - Millor guió original - Jacques Natanson & Max Ophüls (La Ronde)
  - Millor fotografia - Martin Bodin (Bara en mor)
  - Millor música original - Brian Easdale (Gone to Earth)
  - Contribució tècnica destacada - Jean d'Eaubonne (La Ronde)
- Premi Internacional 
  - Dieu a besoin des hommes (Jean Delannoy)
  - Prima comunione (Alessandro Blasetti)
  - Panic in the Streets (Elia Kazan)
- Premis OCIC 
  - Dieu a besoin des hommes (Jean Delannoy)
- Premis Pasinetti 
  - Give Us This Day (Edward Dmytryk)
- Premi Especial
  - Cinderella i In Beaver Valley (Walt Disney)[5]